# Гана на летних Олимпийских играх 1972
Гана принимала участие в Летних Олимпийских играх 1972 года в Мюнхене (ФРГ) в пятый раз за свою историю, и завоевала одну бронзовую медаль.

## Медали

### Бронза
- Бокс, мужчины — Принс Амартей.